# Рита Јахан Фаруз
Рита Јахан Фаруз (хебр. ריטה יהאן-פרוז‎, перс. ریتا جهان‌فروز романизовано Rita Yahan-Farouz), раније позната и као Рита Клајнштајн (хебр. ריטה קלינשטיין; Техеран, 24. март 1962) израелска је певачица и глумица иранског порекла.

## Биографија
Рита Јахан Фаруз је рођена 24. марта 1962. у Техерану, у породици сефардских Јевреја. Седам година након њеног рођења породица се преселила из Ирана у Тел Авив где је Рита завршила основну и средњу школу.
Музичку каријеру започиње током служења војног рока у Војсци Израела, наступајући у дуету са, тада младим и перспективним музичарем, Рамијем Клајнштајном. На једном од њихових анступа приметио их је музички менаџер Рони Браун, који их је ангажовао на саундтреку филма Pnimiya, што је био њихов први јавни ангажман ван војног оркестра. По одласку из војске 1982, Рита је уписала студије глуме и музике на Академији Бејт Цви, паралелно са студијама и даље је наступала са Рамијем, а 1985. потписала је и први професионални уговор са издавачком кућом Helicon.
Први сингл под називом Bgida, који је објавила крајем 1985. наишао је на одличне реакције публике и пуна два месеца се налазио на броју један већине израелских радио станица. Већ наредне године имала је и први јавни наступ пошто је учествовала на израелском националном избору за Песму Евровизије са композицијом Shvil Ha’Bricha.
Средином 1986. објавила је дебитантски студијски албум под називом Rita који је продат у преко 120.000 копија, поставши тако најпродаванијим дебитантским албумом у дотадашњој историји израелске дискографије са три платинаста тиража. Већину песама на албуму урадио је Рами Клајнштајн, док је Рита написала текстове за три песме. Нешто касније исте године по први пут је наступила у позоришту играјући улогу Елизе Дулитл у мјузиклу My Fair Lady. Годину је окончала признањем за „певачицу године” по избору уредника радио станица. Године 1987. објавила је албум Breaking Those Walls намењен међународном тржишту, и на њему су се налазиле енглеске верзије њених песама са првог албума, те обрада песме Roxanne групе Police. Албум је достигао златни тираж у Израелу.
У марту 1988. објавила је други студијски албум под називом Yemei Ha’Tom (Дани невиности) који је наишао на одличне реакције критике и публике и већ првог дана по објави је достигао златни тираж. Потом је уследила велика трогодишња концертна турнеја по целом Израелу, током које је одржала преко 400 концерата. И у наредне две године додељњено јој је признање за певачицу године.
Године 1990. изабрана је за израелског представника на Песми Евровизије у Загребу, међутим њена песма Shara Barkhovot није остварила запажен успех и такмичење је завршила на тек 18. месту са свега 16 бодова.
У фебруару 1992. родила је прву кћерку Меши, у браку са Рамијем Клајнштајном, а исте године одиграла је и главну улогу у мјузиклу Мачка на усијаном лименом крову Тенесија Вилијамса.
Трећи студијски албум Ahava Gdola објавила је 1994. након краће паузе, а албум је као и претходни достигао троструки платинасти тираж. Спот за песму Tzipor Zara који је режирао Јарив Гавер проглашен је за најскупљи видео спот икада снимљен у Израелу, а донео јој је и награду Ем-Ти-Вија за најбољи страни спот године. Потом је уследила нова, четверогодишња концерта турнеја по Израелу. Године 1995. позајмила је свој глас лику Покахонтас у синхронизацији истоимене анимиране серије на хебрејски језик.
Свој најуспешнији албум, Tachanot BaZman, који је достигао четвороструки платинасти тираж, објавила је у лето 1996. године. Исти статус достигао је и албум 
Tiftach Chalon објављен 1999, а Канал 2 је исте године објавио и документарни филм о њеном животу и раду.
Након рођења друге кћерке Ноам 2001, поново је почела да наступа заједно са Рамијем, а њихова заједничка турнеја касније објављена као албум је достигла вишеструки палстинасти тираж. Исте године одржала је концерт класичне музике у пратњи Израелске филхармоније.
Током 2004. играла је улогу Рокси Харт у израелској верзији мјузикла Чикаго, а у лето 2006. представила је музичко-сценски спектакл под називом One (Једна) у који је уложено више од 20 милиона израелских шекела и који је уживо видело преко 80.000 људи. Сам шоу се сматра једним од најскупљих формата тог типа у организованим у Израелу до тада.  
Након развода са Рамијем 2007. обајвљује седми студијски албум Remazim који је критика оценила „круном њене музичке каријере”, а исте године, током сведржавне церемоније посвећене шездесетој годишњици независности Израела, радио станице су је прогласиле за „националну поп икону” и „највољенију певачицу свих времена”.
У лето 2010. објавила је књигу за децу под називом Девојчица храброг срца: Приче из Техерана, засновану на иранском фолклору. Књига је за кратко време стекла статус бестселера, а објављена су и посебна издања за тржиште Сједињених Држава, Велике Британије и Јапана. Нешто касније исте године објавила је свој први албум на персијском језику под називом Моја радост. Иако је албум наишао на одличне реакције у самом Ирану, тамошње власти су га забраниле сматрајући да је реч о некој врсти „меког притиска” усмереној против Ирана од стране јеврејске државе.
У марту 2013. Рита је одржала концерт у згради Генералне скупштине УН-а у Њујорку, исте године је именована за израелског „амбасадора добре воље”.
Године 2017. објавила је албум Nisim Shkufim.